# Delospilopterus ugandensis
Delospilopterus ugandensis är en insektsart som beskrevs av Evans 1947. Delospilopterus ugandensis ingår i släktet Delospilopterus och familjen dvärgstritar. Inga underarter finns listade i Catalogue of Life.